# 1968年メキシコシティーオリンピックのトルコ選手団
1968年メキシコシティーオリンピックのトルコ選手団（1968ねんメキシコシティーオリンピックのトルコせんしゅだん）は、1968年10月12日から10月27日にかけてメキシコの首都メキシコシティーで開催された1968年メキシコシティーオリンピックのトルコ選手団、およびその競技結果。

## 概要
今大会は金メダル2個を獲得した。

## メダル
| メダル | 選手名             | 競技       | 種目                     |
| ------ | ------------------ | ---------- | ------------------------ |
| 金     | マフムト・アタライ | レスリング | 男子フリースタイル78kg級 |
| 金     | アフメト・アイク   | レスリング | 男子フリースタイル97kg級 |